# Miniminiaturen
Miniminiaturen is een verzameling composities van Leonardo Balada uit april 2010.
Balada schreef voor de pianist Pablo Amorós een achttal korte werkjes, miniaturen, waarbij hij verder geen uitleg verschafte. De werkjes verschillen voor wat betreft virtuositeit en lyriek. De componist liet het verder aan de pianist over, wat die ermee wilde doen. De stukjes zijn getiteld I tot en met VIII. Er zit volgens de componist geen enkel verband tussen de stukjes en er is ook geen sprake van een muzikale ontwikkeling. 
Pablo Amorós nam ze vervolgens op in november 2010 als onderdeel van een compact disc van Naxos, gewijd aan de muziek voor piano solo die Balada schreef. Die compact disc maakte op zich weer deel uit van een serie uitgaven van Naxos gewijd aan de muziek van Balada. Amorós gaf dan ook de wereldpremière en wel op 16 januari 2012 in het Picassomuseum in Málaga.